# Luigi Balduzzi
Luigi Balduzzi (Casei Gerola, 8 giugno 1898 – 22 agosto 1982) è stato un politico italiano.